# Toshirō Mifune

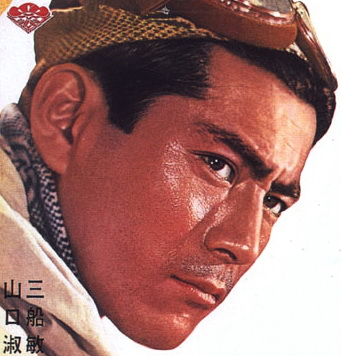
Toshirō Mifune, Detail des Filmposters zum japanischen Film Scandal, 1950

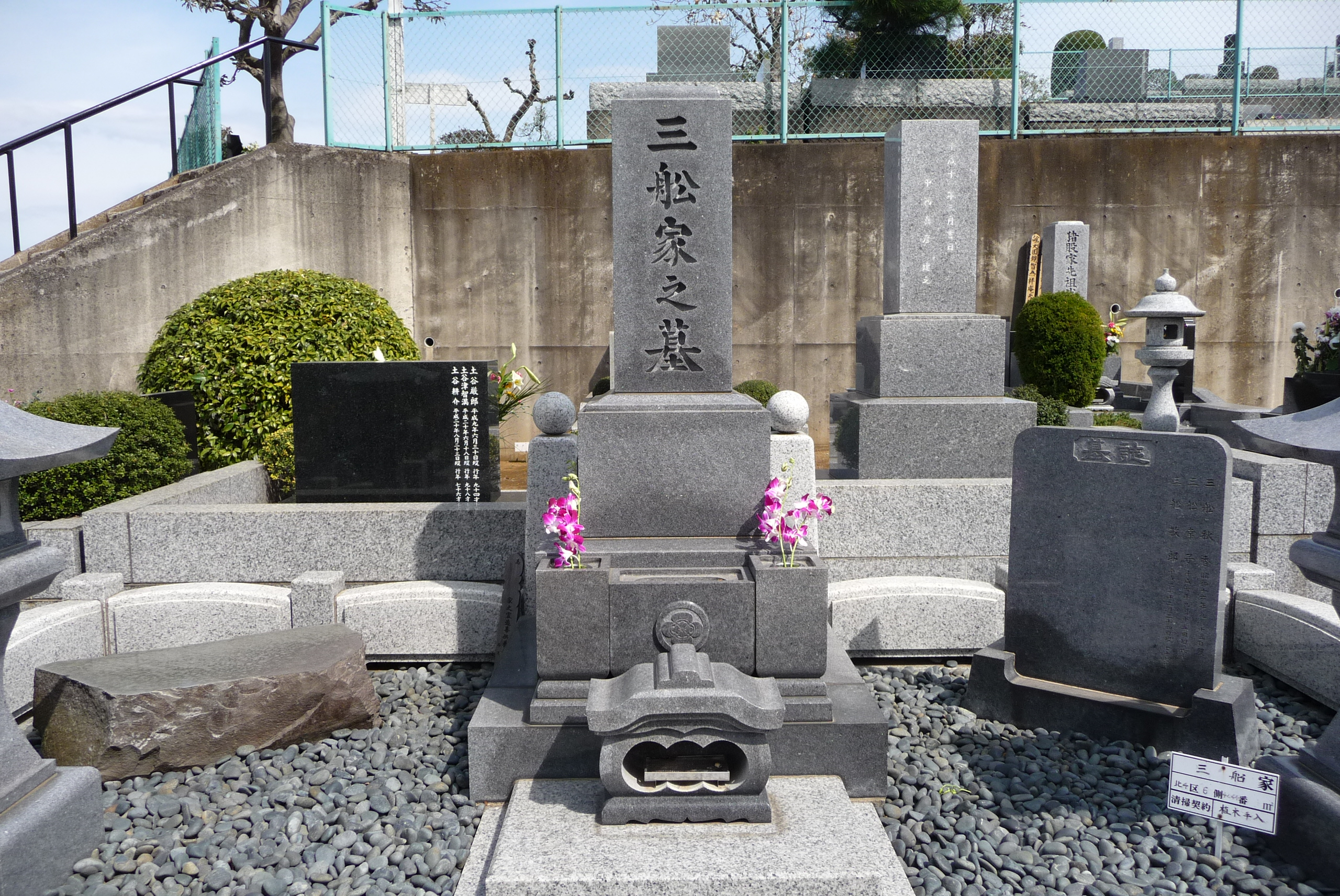
Mifunes Grab in Kawasaki

Toshirō Mifune (japanisch 三船 敏郎 Mifune Toshirō; * 1. April 1920 in Qingdao, Republik China; † 24. Dezember 1997 in Tokio) war ein japanischer Schauspieler, Filmproduzent und -regisseur. Er wirkte in 134 Filmen mit, erhielt dafür circa 60 Auszeichnungen und war auch international bekannt.

## Leben
Mifune wuchs in der Küstenstadt Dalian im japanisch besetzten China auf. Sein Vater war Inhaber eines Fotogeschäfts, in dem Mifune bereits als Kind mithalf. 1940 wurde er in die Armee einberufen und diente in der Fliegertruppe, wo er Luftaufnahmen anfertigte.
Eigentlich auf der Suche nach einer Beschäftigung als Kameramann, erhielt er 1946 in Tokio einen Job in der Filmgesellschaft Tōhō. Seine erste Hauptrolle, einen Bankräuber, spielte er in Senkichi Taniguchis Ginrei no Hate (1947). Die Rolle des Negativhelden dominiert unter seinen frühen Filmen, so trat er als Gangster in Engel der Verlorenen (Yoidore Tenshi, 1948) und als Räuber in Rashomon – Das Lustwäldchen (Rashō-Mon, 1950) auf, ferner in dem Film Die verborgene Festung (1958) als zwielichtiger General Makabe. In sein dynamisches Spiel ließ Mifune auch humoristische Elemente einfließen.
Von 1948 bis 1965 verkörperte er die Hauptrollen in den meisten Filmen des Regisseurs Akira Kurosawa. Mit seiner Darstellung des Außenseiters unter den sieben Samurai in Kurosawas Die sieben Samurai (Shichinin no Samurai, 1954) erlangte Mifune weltweite Popularität. Er trat in Kurosawas Adaptionen westlicher Literatur als Dieb in Nachtasyl (Donzoko, 1957) und in der Macbeth-Rolle in Das Schloss im Spinnwebwald (Kumo-no-Su-Jō, 1957) sowie in Zwischen Himmel und Hölle (Tengoku to Jigoku, 1963) – der Verfilmung eines Kriminalromans von Ed McBain – auf.
Für seine Arbeit in den Filmen Yojimbo – Der Leibwächter (Yōjimbō, 1961) und Rotbart (Akahige, 1965) wurde er auf dem Filmfestival von Venedig mit der Coppa Volpi als bester Hauptdarsteller ausgezeichnet und erhielt daraufhin auch Rollenangebote in internationalen Produktionen. So spielte er unter anderem 1966 in John Frankenheimers Grand Prix einen japanischen Rennstallbesitzer, 1968 in John Boormans Die Hölle sind wir, in der französisch-italienischen Produktion Rivalen unter roter Sonne (Soleil rouge, 1971) und 1976 den Admiral Yamamoto in Jack Smights Schlacht um Midway. Seine Darstellung des Fürsten Toranaga in der US-amerikanischen Fernsehserie Shogun machte ihn in Deutschland einem weiteren Publikum bekannt. Mifune war der erste japanische Filmschauspieler, der sich als internationaler Star durchsetzen konnte.
1962 gründete er seine eigene Produktionsfirma „Mifune Productions“, und hatte 1963 mit Gojū-man-nin no Isan sein Regiedebüt. 1966 errichtete er eigene Studios in Tokio, die er 1981 um eine private Schauspielschule erweiterte. Aufgrund von Missmanagement musste die Schule aber drei Jahre später geschlossen werden.
Sein Sohn Shiro Mifune (* 1950) ist ebenfalls Schauspieler und Produzent, seine Tochter Mika ist ebenfalls Schauspielerin.

## Filmografie (Auswahl)
- 1948: Engel der Verlorenen (Yoidore tenshi)
- 1948: Das stumme Duell (Shizukanaru Ketto)
- 1949: Ein streunender Hund (Nora inu)
- 1950: Rashomon – Das Lustwäldchen (Rashōmon)
- 1951: Der Idiot (Hakuchi)
- 1952: Das Leben der Frau Oharu (Saikaku Ichidai Onna)
- 1954: Die sieben Samurai (Shichinin no samurai)
- 1954: Samurai (Miyamoto Musashi)
- 1955: Miyamoto Musashi: Ichijōji no kettō
- 1955: Leben in Furcht (Ikimono no kiroku)
- 1956: Miyamoto Musashi: Kettō Ganryū-jima
- 1957: Das Schloss im Spinnwebwald (Kumonosu-jō)
- 1957: Nachtasyl (Donzoko)
- 1958: Der Rikschamann (Muhōmatsu no Isshō)
- 1958: Die verborgene Festung (Kakushi toride no san akunin)
- 1960: Banzai-Banzai, die Piloten des Teufels (Hawai Middowei daikaikûsen: Taiheiyô no arashi)
- 1960: Die Bösen schlafen gut (Warui yatsu hodo yoku nemuru / 悪い奴ほどよく眠る)
- 1961: Yojimbo – Der Leibwächter (Yōjimbō)
- 1961: Ánimas Trujano (El hombre importante)
- 1962: Sanjuro (Tsubaki Sanjūrō)
- 1963: Zwischen Himmel und Hölle (Tengoku to jigoku)
- 1965: Rotbart (Akahige)
- 1965: Samurai Assassin (Samurai)
- 1966: Sword of Doom (Dai-bosatsu tōge)
- 1966: Grand Prix
- 1967: Samurai Rebellion (Jōi-uchi: Hairyō tsuma shimatsu)
- 1968: Die Hölle sind wir (Hell in the Pacific)
- 1968: Die Sonne über Kurobe (Kurobe no taiyō)
- 1969: Das Banner des Samurai (Fūrin kazan)
- 1969: Port Arthur – Die Schlacht im Chinesischen Meer (Nikonhai Dakaisen)
- 1970: Zatoichi Meets Yojimbo (Zatōichi to Yōjimbō)
- 1971: Rivalen unter roter Sonne (Soleil rouge)
- 1974: Papier Tiger (Paper Tiger)
- 1976: Schlacht um Midway (Midway)
- 1978: Im Schatten des Shogun (Yagyū ichizoku no imbō)
- 1979: Philadelphia Clan (Winter Kills)
- 1979: 1941 – Wo bitte geht’s nach Hollywood (1941)
- 1980: Inchon
- 1980: Shogun (Fernsehserie)
- 1980: Port Arthur, die Schlacht der Entscheidung (203 kôchi)
- 1981: Das Schwert des Shogun
- 1982: Wenn er in die Hölle will, laß ihn gehen (The Challenge)
- 1987: Die Legende von der Mondprinzessin (Taketori monogatari)
- 1990: Der Tod eines Teemeisters (Sen no Rikyū)
- 1991: Shogun Mayeda (Kabuto)
- 1992: Der Schatten des Wolfes (Shadow of the Wolf)
- 1994: Das Geheimnis der Braut (Picture Bride)
- 1995: Deep River (Fukai kawa)